# Deponent
Deponent – osoba, przedsiębiorstwo lub organizacja, która złożyła depozyt. W odniesieniu do deponentów nie należy stosować terminu depozytariusz, ponieważ odnosi się on do osoby lub instytucji, która przyjmuje depozyt. 
W znaczeniu ekonomicznym deponent składa zazwyczaj depozyt bankowy w postaci pieniężnej lub rzeczowej. W zamian za ulokowanie depozytu pieniężnego, bank płaci deponentowi odsetki, które są zależne głównie od długości zadeklarowanego czasu depozytu i stóp procentowych na rynku. 
W znaczeniu prawniczym deponentem określano dawniej świadka składającego zeznanie.